# باي كي-جونغ
باي كي-جونغ (هانغل: 배기종) هو لاعب كرة قدم كوري جنوبي في مركز نصف الجناح، ولد في 26 مايو 1983 في إكسان في كوريا الجنوبية. شارك مع منتخب كوريا الجنوبية لكرة القدم. أما مع النوادي، فقد لعب مع جيجو يونايتد وسوون سامسونغ بلووينغز.

## وصلات خارجية
- باي كي-جونغ على موقع الاتحاد الدولي (مؤرشف)  (الإنجليزية)
- باي كي-جونغ على موقع دوري كوريا الجنوبية (الإنجليزية)
- باي كي-جونغ على موقع قاعدة بيانات كرة القدم.إي يو (الإنجليزية)
- باي كي-جونغ على موقع ناشيونال فوتبول تيمز (الإنجليزية)
- باي كي-جونغ على موقع Soccerway.com (الإنجليزية)